# Артър Бейкър
Артър Бейкър (роден на 22 април 1955 г.) е американски звукозаписен продуцент и диско водещ, най-често споменаван покрай работата си с хип-хоп артистите Африка Бамбата, Планет Патрол, както и британската група Ню Ордър.

## Биография

### Ранна кариера
Роден в Бостън, щата Масачузетс, Бейкър започва работа като клубен диско водещ в началото на седемдесетте, добивайки популярност със селекция от соул музика и т.н. „фили соул“ (характерният за щата Филаделфия соул стил). От този период остава бележитото му изказване, че „ако не види подобаваща реакция от танцуващите, просто го сваля от грамофона, счупва го и го захвърля на дансинга.“

### Ремикси и продуцентска дейност
През 1981 г. Бейкър се мести в Ню Йорк, където той продължава с кариерата си на диско водещ, развивайки интерес към продуцентска дейност. Първият му успешен сингъл е Happy Days, който бива издаден под псевдонимът North End за Emergency Records през 1981 г.
Бейкър работи в близки отношения с the Latin Rascals, които са повлияни от ранните творби на Том Мултън, Джон Моралес и Уолтър Гибонс, авторът на първия комерсиално достъпен вариант на дългосвирещата плоча на Double Exposure – Ten Percent. Бейкър започва работа за хип-хоп лейбълът Tommy Boy Records, където той продуцира Африка Бамбата и Соул Соник Форс с песента им Planet Rock, който се превръща в хит на лято 1982. Сингълът комбинира елементи от две продукции на германската банда Kraftwerk – Trans Europe Express и Numbers, които по-скоро биват интерполирани от студийни музиканти, отколкото семплирани. Малко-късно, същата година, използвайки неиздадени студийни записи, Артур продуцира сингълът Play at your own risk на бандата Planet Patrol, издаден същата година. Това е и годината, в която Артур Бейкър продуцира „валк он съншин“ на Рокерс режендж, с участието на Donny Calvin, което достига първа позиция в денс чартът на Съединените щати на 18 септември същата година. През 1983 г. Артур се заема с ремиксиране на поп и рок артисти, първо с Cyndi Lauper и песента Girls Just Wanna Have Fun, и Bruce Springsteen с песните Dancing in the Dark, Cover Me, и Born in the U.S.A. от албумът му Born in the U.S.A. През 1984 г. Бейкър създава Breakers' Revenge за филма Beat Street. След тези успехи, Бейкър влиза в полезрението на британската алтернативна денс група New Order, които го питат би ли продуцирал техните песни Confusion и Thieves like us (Бейкър може да бъде забелязан във видеото към първата песен).

### Други колаборации
Бейкър работи с Hall & Oates като микс консултант на техния албум Big Bam Boom, 1985 г. помага на Боб Дилън за завършването на Empire Burlesque албумът, а с Little Steven Van Zandt организира и продуцира анти-апартейд химнът „син цити“ на Artist United Against Apartheid. По-късно, Артър Бейкър бива почетен от Обединените Нации и, по-специално от специалния комитет срещу Апартейда за "огромния принос в световната кампания за елиминиране на апартейда и установяване на нерасистко и демократично общество в Южна Африка.
В края на осемдесетте Бейкър работи със соул звездата AL Green, пише и продуцира световния хит The Message is Love.

### 1990s–2000s
През деветдесетте на отминалия век, като резултат от почивката, която Артър си дава от продуцирането, той се премества в Лондон, откривайки успешно свое собствено заведение, чието име е The Elbow Rooms. Бейкър е собственик също така соул фууд ресторант в Лондон, именован Harlem, намиращ се в Нотинг Хил. Артър продължава да работи като диджей и продуцент и към момента се хвали с работата си върху „Част-А“ от популярната електро метъл банда „Монста“.